# Urmiri (Potosí)
Urmiri (auch: Belén de Urmiri) ist eine Ortschaft im Departamento Potosí im Hochland des südamerikanischen Anden-Staates Bolivien.

## Lage
Urmiri ist der zentrale Ort des Municipio Urmiri in der Provinz Tomás Frías. Die Ortschaft liegt auf einer Höhe von 3696 m im Cañon des Río Urmiri, der sich hier 150 m tief in die Hochebene eingeschnitten hat und als Fremdlingsfluss Urmiri mit Wasser versorgt. Der Río Urmiri mündet wenige Kilometer unterhalb der Ortschaft in den Río Pilcomayo, der flussabwärts die Ebenen des Gran Chaco durchfließt und in den Río Paraguay mündet.

## Geographie
Urmiri liegt am Ostrand des bolivianischen Altiplano vor der Anden-Gebirgskette der Cordillera Central. Das Klima der Region ist semiarid und ein typisches Tageszeitenklima, bei dem die mittlere Temperaturschwankung im Tagesverlauf stärker ausfällt als im Verlauf der Jahreszeiten.
Die mittlere Jahrestemperatur der Region liegt bei etwa 13 °C (siehe Klimadiagramm Urmiri), die Monatsdurchschnittstemperaturen schwanken nur unwesentlich zwischen knapp 10 °C im Juni und Juli und 15 °C von November bis Januar. Der Jahresniederschlag beträgt niedrige 350 mm, die Monatsniederschläge liegen im Mittel zwischen unter 15 mm von April bis Oktober und erreichen nur im Januar und Februar 75 mm.

## Verkehr
Urmiri liegt in einer Entfernung von 76 Straßenkilometern nordwestlich von Potosí, der Hauptstadt des gleichnamigen Departamentos.
Von Potosí aus führt die Nationalstraße Ruta 1 in nördlicher Richtung über Tarapaya und Yocalla weiter nach Oruro und El Alto, der Nachbarstadt von La Paz, und nach Desaguadero am Titicacasee.
Neunzehn Kilometer nordwestlich von Yocalla zweigt eine unbefestigte Landstraße von der asphaltierten Hauptstraße in westlicher Richtung ab, windet sich zum Río Pilcomayo hinab und erreicht Urmiri nach insgesamt zwölf Kilometern.

## Bevölkerung
Die Einwohnerzahl des Ortes ist im vergangenen Jahrzehnt auf mehr als das Doppelte angestiegen:
| Jahr | Einwohner   | Quelle       |
| ---- | ----------- | ------------ |
| 1992 | keine Daten | Volkszählung |
| 2001 | 300         | Volkszählung |
| 2012 | 839         | Volkszählung |
| 2024 |             | Volkszählung |

Die Region weist einen deutlichen Anteil an Quechua-Bevölkerung auf, im Municipio Urmiri sprechen 81,5 Prozent der Bevölkerung Quechua.